# 馬賴·古麥
馬賴·古麥（1951年8月23日—2006年8月25日），台灣政治人物，原住民泰雅族人，漢名高天來。曾任新竹縣尖石鄉第九、十屆鄉長，後代表中國國民黨在山地原住民選舉區當選為第一屆第六次增額立法委員，及第二屆立法委員。
他是第一位考進國立臺灣大學的尖石鄉民，也是第一位泰雅族立法委員。